# Osiny (Usarzów)
Osiny – część wsi Usarzów w Polsce położona w województwie świętokrzyskim, w powiecie opatowskim, w gminie Lipnik.
W latach 1975–1998 Osiny administracyjnie należały do województwa tarnobrzeskiego.